# クリスチャンヌ・ルジョンティル
クリスチャンヌ・ルジョンティル（Christianne Legentil 1992年5月27日- ）はモーリシャスのポート・マチュリン出身の柔道選手。階級は52kg級。身長153cm。

## 人物
2009年のアフリカ選手権48kg級で3位になった。2012年にはロンドンオリンピック52kg級に出場すると、2回戦でアルバニアのマイリンダ・ケルメンディに大内返で一本勝ちするも、準々決勝でベルギーのイルス・ヘイレンに有効で敗れると、敗者復活戦でもルクセンブルクのマリー・ミュラーに内股で敗れて7位だった。2014年のアフリカ選手権では2位だった。グランプリ・アスタナでも2位となり、モーリシャスの選手としてIJFワールド柔道ツアーで初めてのメダル獲得となった。続くグランプリ・青島でも3位になった。2015年のアフリカ選手権では2位だった。2016年のリオデジャネイロオリンピックでは準々決勝で前回破ったコソボのケルメンディに指導3で敗れると、敗者復活戦でもロシアのナタリア・クジュティナに横四方固で敗れてまたも7位に終わった。2017年にはアフリカ選手権とフランス語圏競技大会で2位となった。

## 主な戦績
- 2009年 - アフリカ選手権　3位(48kg級)
- 2012年 - ロンドンオリンピック　7位
- 2013年 - アフリカ選手権　3位
- 2014年 - アフリカ選手権　2位
- 2014年 - グランプリ・アスタナ　2位
- 2014年 - アフリカオープン・ポートルイス　優勝
- 2014年 - グランプリ・青島　3位
- 2015年 - アフリカ選手権　2位
- 2016年 - リオデジャネイロオリンピック　7位
- 2017年 - アフリカ選手権　2位
- 2017年 - フランス語圏競技大会　2位

(出典、JudoInside.com)。